# Pałac Błękitny w Warszawie
Pałac Błękitny, także pałac Zamoyskich – pałac znajdujący się przy ul. Senatorskiej 37 w Warszawie.
Nazwa pochodzi od koloru dachu, jakim budynek został pokryty w 1807 roku.

## Historia
Za Morsztynowskim ogrodem, ku Senatorskiej ulicy, po lewej stronie od kościoła Reformatów, idąc od Kolumny Zygmunta ku Woli, wznosił się stary ogromny gmach, który przechodząc różne ręce dostał się nareszcie Stefanowi Potockiemu, Referendarzowi W. Koronnemu a bratu rodzonemu księcia Teodora Prymasa. W 1726 Stefan Potocki referendarz wielki koronny, z żoną swoją Teresą z Kąckich gmach ten podarował Królowi i zeznał tę darowiznę przed aktami Metryki Koronnej.
Po 1726 roku król August II Mocny polecił przebudować pałac. Barokową przebudowę przeprowadził zespół saskich projektantów i architektów z udziałem Karola Fryderyka Pöppelmanna i Jana Zygmunta Deybla. Od koloru dachu nazywany Pałacem Błękitnym. Następnie król podarował pałac swojej córce Annie Orzelskiej. Ta 7 listopada 1730 roku, po swoim ślubie, zrobiła darowiznę pałacu na rzecz ojca-króla, a ten niedługo potem podarował go Marii Zofii z Sieniawskich Denhoffowej, wdowie po wojewodzie połockim i hetmanie polnym litewskim, Stanisławie. W zamian za pałac Błękitny Maria Zofia Denhoffowa przekazała królowi Augustowi II prawo do dożywotniej dzierżawy Wilanowa.
Zofia Denhoffowa wyszła w lipcu 1731 roku za mąż za Augusta Czartoryskiego i na długie lata pałac przeszedł w ręce rodziny Czartoryskich. Pałac został przebudowany w latach 1766–1768 według projektu Jakuba Fontany. W latach 1770–1781 został przebudowany według projektu Efraima Schroegera. W roku 1780 w pałacu zmarła tragicznie Teresa, najstarsza córka Izabeli z Flemingów Czartoryskiej. Podczas dziecięcych zabaw w pałacu od ognia z kominka zajęła się jej suknia i po trzech dniach dziewczynka zmarła na skutek poparzeń. W 1798 roku Zofia, córka Adama Kazimierza i Izabeli z Flemingów Czartoryskich wyszła za mąż za Stanisława Zamoyskiego. Od 1811 do 1944 roku mieszkali w nim Zamoyscy.
W latach 1812–1815 właściciel Stanisław Kostka Zamoyski zainicjował przebudowę pałacu w stylu klasycystycznym wg projektu Fryderyka Alberta Lessela. W latach 1816–1817 powstał budynek na zbiory biblioteki Zamoyskich. Po przebudowie w pałacu działał jeden z najbardziej znanych salonów warszawskich, prowadzonych przez Zofię z Czartoryskich Zamoyską. Była ona również protektorką młodego Fryderyka Chopina, który kilkakrotnie występował na organizowanych przez nią w pałacu prywatnych koncertach (m.in. w maju 1826 roku).
W latach 1833–1838 dobudowano dwupiętrową oficynę. Do wybuchu wojny w 1939 roku w pałacu mieściły się wspaniałe zbiory artystyczne, a w specjalnie przystosowanym pawilonie Biblioteka Ordynacji Zamojskiej.
W 1939 roku pałac został częściowo zniszczony. Ocalone przedmioty i zbiory biblioteczne zostały wywiezione przez Niemców, bądź spłonęły.
W latach 1948–1950 został odbudowany według projektu Brunona Zborowskiego z przeznaczeniem dla Zakładu Osiedli Robotniczych. W latach 1958–1997 w pałacu Błękitnym mieściła się siedziba Towarzystwa Przyjaźni Polsko-Chińskiej. Pałac był także siedzibą Miejskich Zakładów Komunikacyjnych, a później warszawskiego Zarządu Transportu Miejskiego. W 1965 pałac wraz z oficyną, budynkiem Biblioteki Ordynacji Zamojskiej i ogrodem został wpisany do rejestru zabytków.
W 1999 roku Jan Tomasz Zamoyski sprzedał roszczenie do pałacu przedsiębiorcy Józefowi Hubertowi Gierowskiemu, który odzyskał reprywatyzowany pałac w 2000 roku. Gierowski wniósł nim aport do spółki z o.o. „Błękitny Pałac”, po czym sprzedał udziały w spółce.

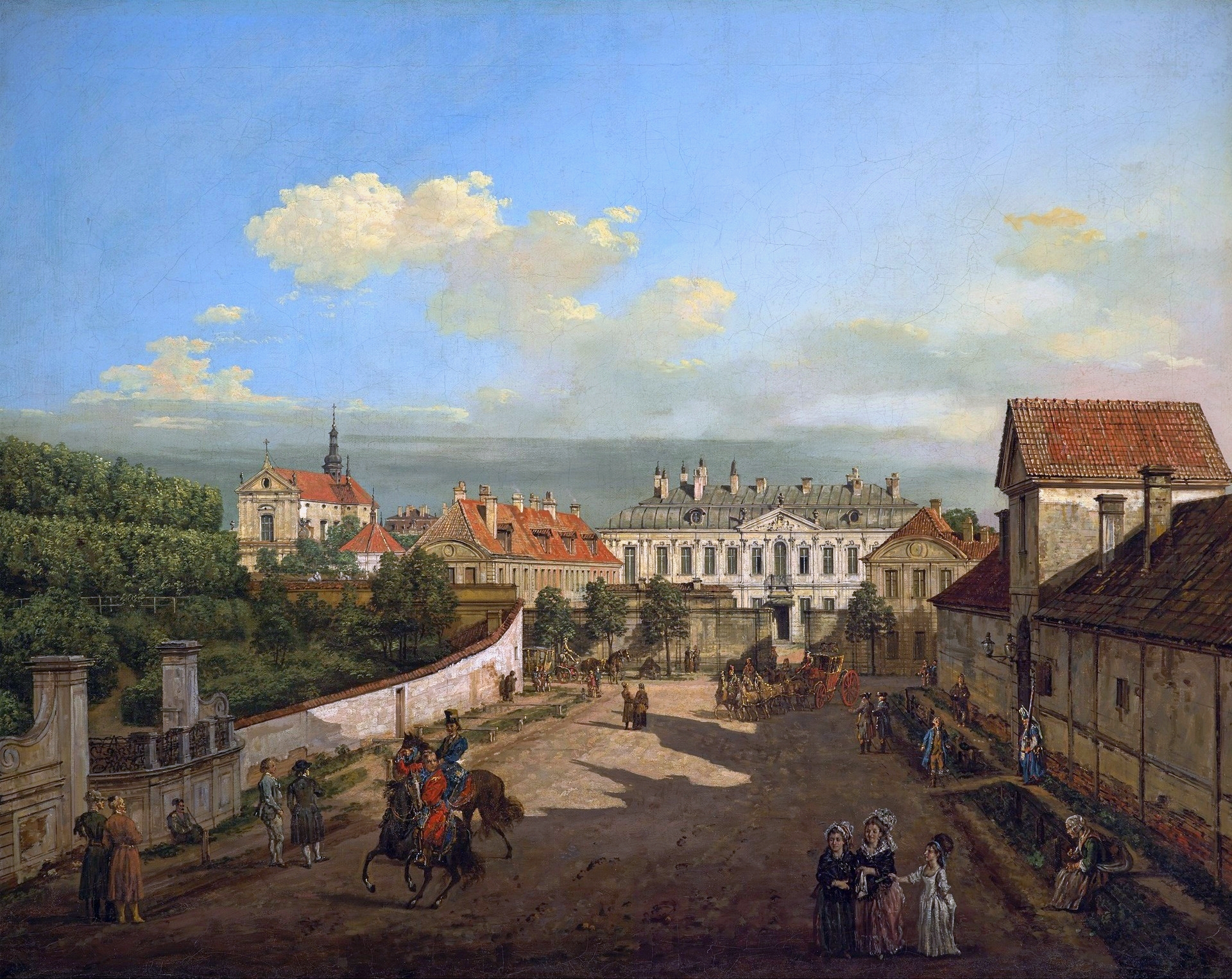
Pałac barokowy na obrazie Belotta Canaletta
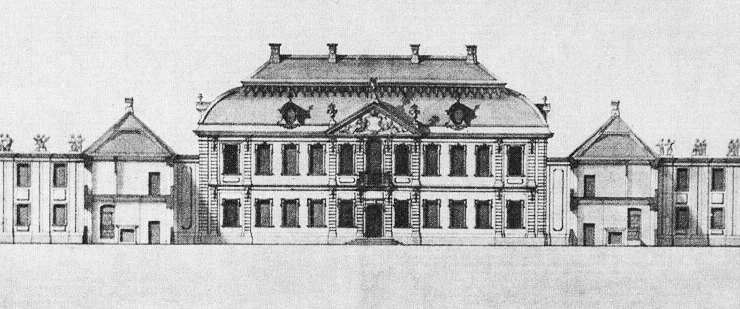
Pałac barokowy
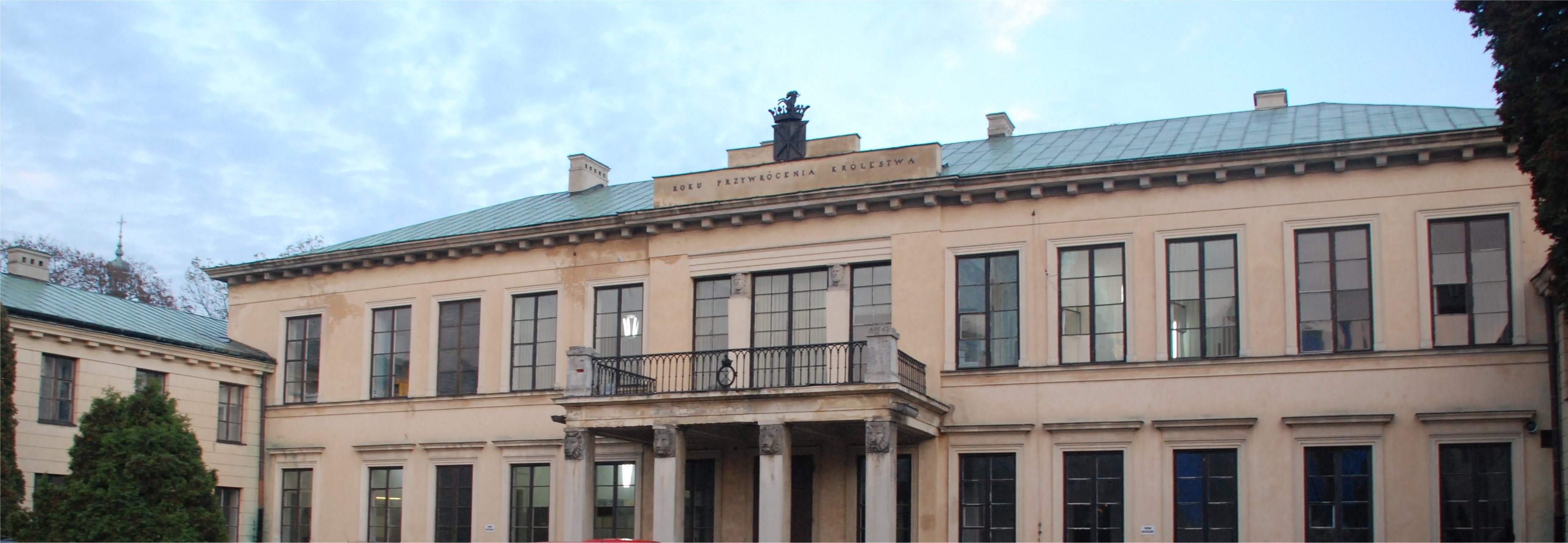
Pałac klasycystyczny
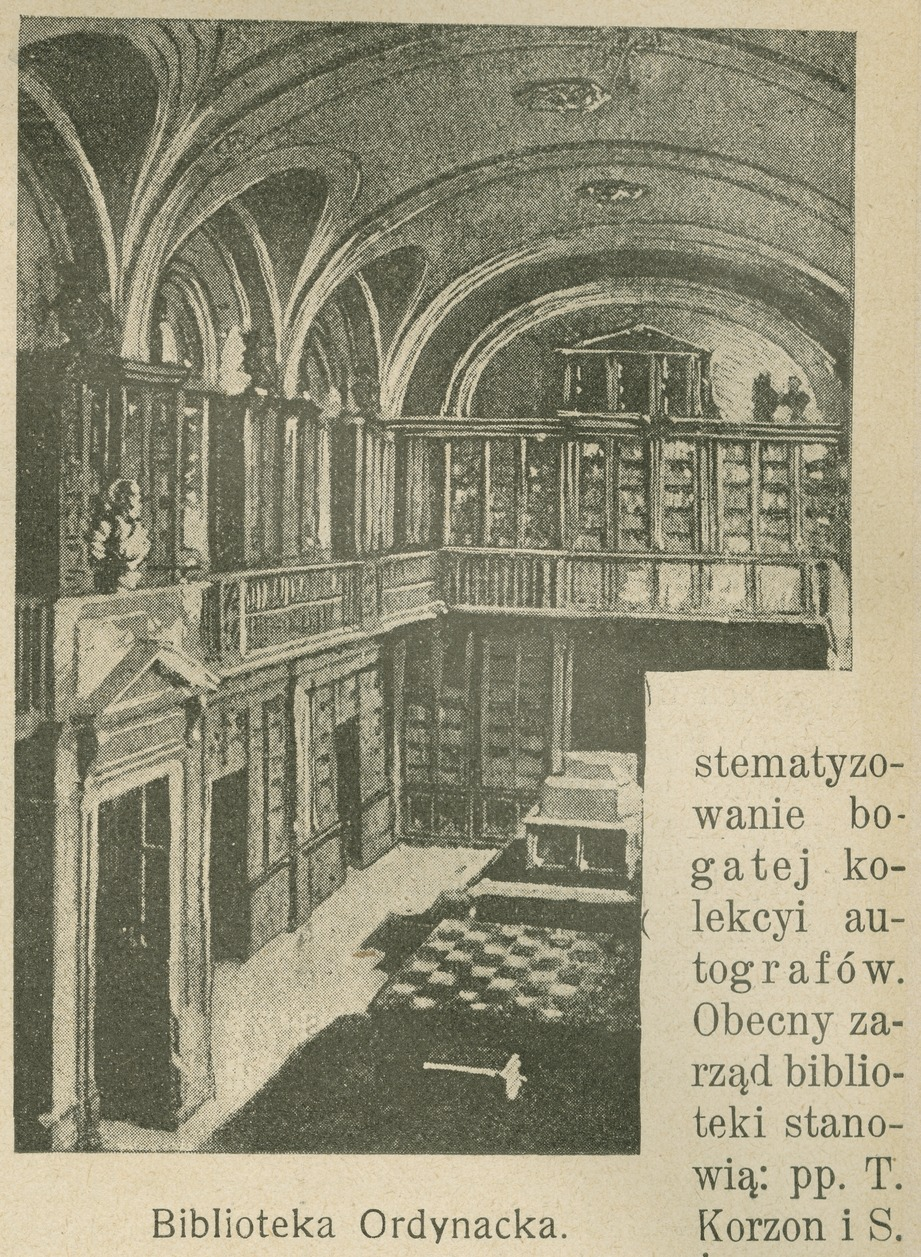
Biblioteka